# Нова Лєсковиця
45°23′ пн. ш. 18°01′ сх. д. / 45.38° пн. ш. 18.01° сх. д.
Нова Лєсковиця (хорв. Nova Ljeskovica) — населений пункт у Хорватії, у Пожезько-Славонській жупанії у складі громади Чаглин.

## Населення
Населення за даними перепису 2011 року становило 486 осіб.
Динаміка чисельності населення поселення:

## Клімат
Середня річна температура становить 10,94 °C, середня максимальна – 25,30 °C, а середня мінімальна – -6,28 °C. Середня річна кількість опадів – 758 мм.
| Клімат поселення                              | Клімат поселення | Клімат поселення | Клімат поселення | Клімат поселення | Клімат поселення | Клімат поселення | Клімат поселення | Клімат поселення | Клімат поселення | Клімат поселення | Клімат поселення | Клімат поселення | Клімат поселення |
| Показник                                      | Січ.             | Лют.             | Бер.             | Квіт.            | Трав.            | Черв.            | Лип.             | Серп.            | Вер.             | Жовт.            | Лист.            | Груд.            |                  |
| Середній максимум, °C                         | 5,95             | 8,25             | 12,75            | 17,21            | 22,31            | 25,29            | 25,30            | 24,72            | 20,59            | 15,28            | 9,46             | 5,48             |                  |
| Середня температура, °C                       | −0,15            | 2,13             | 6,66             | 11,08            | 16,20            | 19,18            | 21,19            | 20,62            | 16,50            | 11,18            | 5,35             | 1,39             |                  |
| Середній мінімум, °C                          | −6,28            | −3,98            | 0,54             | 4,96             | 10,08            | 13,06            | 17,10            | 16,52            | 12,40            | 7,09             | 1,25             | −2,71            |                  |
| Норма опадів, мм                              | 47               | 47               | 45               | 57               | 72               | 97               | 67               | 65               | 54               | 68               | 77               | 62               |                  |
| Середньомісячна швидкість вітру, м/с          | 2.03             | 2.31             | 2.58             | 2.50             | 2.21             | 2.04             | 2.00             | 1.83             | 1.82             | 1.91             | 2.01             | 2.10             |                  |
| Середньомісячна сонячна радіація, кДж/м²·день | 4264             | 6971             | 10864            | 15234            | 19094            | 21177            | 22169            | 20149            | 14916            | 9205             | 4849             | 3585             |                  |
| --------------------------------------------- | ---------------- | ---------------- | ---------------- | ---------------- | ---------------- | ---------------- | ---------------- | ---------------- | ---------------- | ---------------- | ---------------- | ---------------- | ---------------- |
| Джерело:                                      |                  |                  |                  |                  |                  |                  |                  |                  |                  |                  |                  |                  |                  |